# Saif Eldin Ali Masawi
Saif Eldin Ali Idris Farah (sinh ngày 30 tháng 11 năm 1979) là một cầu thủ bóng đá người Sudan thi đấu cho Al-Hilal FC ở Giải bóng đá ngoại hạng Sudan. Anh là thành viên của Đội tuyển bóng đá quốc gia Sudan. Anh thi đấu ở vị trí tiền vệ phòng ngự. Anh được biết đến với mái tóc có màu trắng ở trước.

## Danh hiệu
Cùng với Al-Hilal Club
- Giải bóng đá ngoại hạng Sudan
- Vô địch (7) 2006, 2007, 2009, 2010, 2012, 2014, 2016
- Cúp bóng đá Sudan
- Vô địch (3) 2009, 2011, 2016

Cùng với Al-Ahly Shendi
- Cúp bóng đá Sudan
- Vô địch (1) 2017

Cùng với Đội tuyển bóng đá quốc gia Sudan
- Cúp CECAFA
- Vô địch (1) 2007